# Jack C. Walton

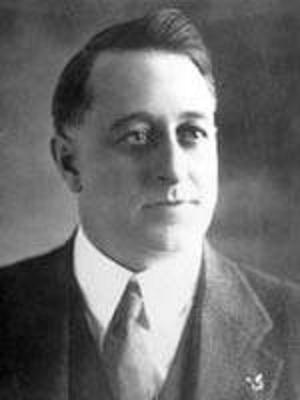
Jack C. Walton

John Callaway „Jack“ Walton (* 6. März 1881 bei Indianapolis, Indiana; † 25. November 1949 in Oklahoma City, Oklahoma) war ein US-amerikanischer Politiker (Demokratische Partei) und im Jahr 1923 der fünfte Gouverneur des Bundesstaates Oklahoma.

## Frühe Jahre und politischer Aufstieg
Schon im Kindesalter zog Jack Walton mit seinen Eltern von Indiana nach Nebraska und dann nach Arkansas. Während des Spanisch-Amerikanischen Krieges war er Feldartillerist in der US Army. Danach studierte er in Mexiko Ingenieurwesen, ehe er sich im Jahr 1903 in Oklahoma City niederließ.
Bis 1919 arbeitete er in der Stadtverwaltung von Oklahoma City. Seine dortige Zeit wurde durch den Ersten Weltkrieg unterbrochen, in dem er als Colonel in der US-Armee diente. Zwischen 1919 und 1923 war er Bürgermeister von Oklahoma City. Im Jahr 1922 wurde er zum neuen Gouverneur seines Staates gewählt, wobei er sich mit 54:45 Prozent der Stimmen gegen den Republikaner John Fields durchsetzte.

## Gouverneur von Oklahoma
Walton trat sein neues Amt am 8. Januar 1923 an. Seine Amtszeit sollte nur bis zum 19. November dieses Jahres währen. Grund dafür war ein erfolgreiches Amtsenthebungsverfahren gegen den Gouverneur. Hintergrund dieser Ereignisse waren vom Ku-Klux-Klan ausgelöste Unruhen im Tulsa County. Um diese Unruhen zu unterdrücken, hatte Walton über den gesamten Bezirk das Militärrecht verhängt und die verfassungsmäßigen Rechte der Bewohner aufgehoben. Dieser Teil seiner Maßnahme stellte einen Verstoß gegen die Verfassung dar. Um eine politische und juristische Überprüfung seines Vorgehens zu verhindern, hatte Walton nun über den gesamten Bundesstaat den Ausnahmezustand verhängt. Dazu gehörte auch, dass er dem Staatsparlament mit Hilfe der Nationalgarde Tagungen untersagen wollte. Das Parlament ließ sich diese Behandlung nicht gefallen, traf sich trotzdem zu Sitzungen und setzte ein erfolgreiches Impeachment gegen den Gouverneur in Gang. Am 19. November wurde Walton schuldig gesprochen und seines Amtes enthoben. Entsprechend der Staatsverfassung übernahm Vizegouverneur Martin E. Trapp das Amt des Gouverneurs.

## Weiterer Lebenslauf
Nach seiner Entlassung als Gouverneur versuchte Walton, trotz allem weiterhin in der Politik zu bleiben. Im Jahr 1924 bewarb er sich erfolglos um einen Sitz im US-Senat. 1931 scheiterte eine erneute Kandidatur als Bürgermeister von Oklahoma City und in den Jahren 1934 und 1938 scheiterte er in den Vorwahlen seiner Partei, als er eine Rückkehr in das Amt des Gouverneurs anstrebte. Zwischen 1932 und 1939 war er noch Mitglied einer Regierungskommission (Oklahoma Corporation Commission). Jack Walton starb im Jahr 1949. Er war mit Madeliene Cecile verheiratet, mit der er zwei Kinder hatte.